# Dachówka ceramiczna
Dachówka ceramiczna – jedno z najstarszych i zarazem najcięższych pokryć dachowych stosowanych w tradycyjnym budownictwie. Są one niepalne i bardzo odporne na zmiany warunków atmosferycznych. Mają niewielką nasiąkliwość – 2% i dużą mrozoodporność. Są bardzo odporne na uszkodzenia mechaniczne, a uderzenia przedmiotami niesionymi przez wiatr zazwyczaj nie powodują żadnych uszkodzeń pokrycia.
Pokrycie z dachówek ceramicznych jest stosunkowo ciężkie – 35–75 kg/m2, więc może wymagać odpowiedniego zaprojektowania więźby dachowej. Ewentualną zmianę pokrycia (na przykład z pokrycia lżejszego na dachówki, a nawet zmianę rodzaju dachówek) trzeba zawsze skonsultować z konstruktorem. Dzięki znacznej masie pokrycie z dachówek dobrze tłumi odgłosy deszczu i hałas zewnętrzny, jest też odporne na promieniowanie UV.
Ze względu na kształt dachówki ceramiczne dzielimy na:
- zakładkowe – duże dachówki o profilowanym przekroju lub płaskim kształcie z wytłoczonymi na dwóch krawędziach – górnej i bocznej – zamkami, które ułatwiają montaż i poprawiają szczelność pokrycia. Podczas układania ich spodnie zaczepy zahacza się o łaty dachowe,
- esówki – inaczej holenderki, przekrojem poprzecznym przypominają literę S; podczas układania ich spodnie, wyprofilowane zaczepy zahacza się o łaty. Charakterystyczny kształt zapewnia dobre odprowadzanie wody i szczelność. Zapewni zmienną długość krycia.
- karpiówki – są płaskie i nie mają zamków; wyprofilowany nosek (zakończenia mogą występować proste, owalne lub ostre) na ich dolnej powierzchni zahacza się o łatę; większość z karpiówek ma fabrycznie wykonane dwa otwory, aby można było mocować je klamrami lub wkrętami. Idealnie nadaje się do krycia dachów stożkowych. Możliwa do układania na 2 sposoby: w łuskę i w koronkę.
- mnich-mniszka – dachówki o dwóch kształtach przystosowane do układania parami: górną, zwaną mnichem, układa się na dolnej – zwaną mniszką. Dachówki mocuje się do łat drutem lub specjalnymi klamrami. Układanie pokrycia jest bardzo trudne. Pokrycie z mnich-mniszki jest drogie, ale bardzo ładne i doskonale pasuje do domów o tradycyjnej architekturze. Dachówki produkuje się również w odmianach łatwiejszych do montażu, np. z zamkami bocznymi. Są też dachówki zakładkowe, które imitują mnicha-mniszkę (dawniej układano na zaprawę). Dachówki w tym stylu układa się z zakładem 5–8 cm. Pośród różnych sposobów krycia jest techniką najszczelniejszą. Dachówka mnich-mniszka należy do tzw. pokryć samowentylujących[1].

Ze względu na technologię wykonania dachówki ceramiczne dzielimy:
- naturalne – wyrabiane z surowej gliny, mają powierzchnię porowatą, matową i są umiarkowanie nasiąkliwe. Naturalne odcienie czerwieni mogą być zróżnicowane, zależnie od zawartości związków żelaza w surowcu. Dachówki te wskazane są do stosowania na obiektach zabytkowych.
- angobowane – przed wypalaniem pokrywane płynną glinką z dodatkiem barwników naturalnych, dzięki czemu ich powierzchnia jest mniej porowata i nie tak łatwo porasta glonami i mchem jak dachówki naturalne. Produkowane w odcieniach czerwieni i miedzi, brązu, żółcienia także niebieskie, zielone i czarne,
- glazurowane – powlekane bezbarwnym lub kolorowym szkliwem i ponownie wypalane, dzięki temu ich powierzchnia jest gładka i lśniąca; są najmniej nasiąkliwe i najbardziej odporne na zabrudzenia, mają też najwięcej odcieni,

Dachówki ceramiczne mają niewielkie wymiary – szerokość 15–25 cm i długość 25–40 cm – dlatego przy stosunkowo niedużej ilości odpadów można nimi kryć wielopołaciowe dachy o skomplikowanych kształtach, także krzywoliniowych, jak tzw. wole oczka, czyli lukarny o półkolistym kształcie.
Koszt dachówki ceramicznej jest zwykle wyższy niż dachówki betonowej lub blachodachówki, lecz jednocześnie zapewnia większą trwałość.